# Jean-Yves Lechevallier

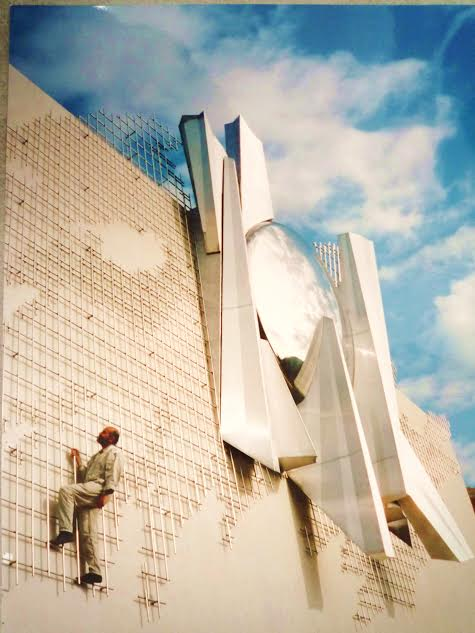
Point d'Orgue. Jean Yves Lechevallier

Jean-Yves Lechevallier (/ʒɑ̃ iv ləʃəvæljeɪ/); Rouen, 1946) è uno scultore e pittore francese, vincitore del concorso artistico Fiamma dell'Europa, organizzato dall'associazione Robert Schuman per l'Europa nel 1977 per commemorare il 20º anniversario dei Trattati di Roma.

## Biografia
Jean Yves Lechevallier è cresciuto circondato da cianografie, disegni e modelli, visto che suo padre era un architetto.

La sua prima scultura fu ottenuta di una pietra riportata da una vacanza a Les Baux-de-Provence. Nell'1961, tenne la sua prima mostra personale all'età di 15 anni, composta da sculture di animali intagliate a mano (in pietra provenzale) esposta presso la Galleria Prigent a Rouen.

Nel 1966, all'età di 20 anni, ha ottenuto la sua prima commissione da un amico di famiglia, l'architetto urbano Robert Louard, a cui era stata commissionata una nuova costruzione su un'isola a Rouen.

Si è laureato presso la Scuola Regionale di Belle Arti di Rouen, Atrio di San Maclovio  e la ENSAD, Scuola Nazionale Superiore di Arti Visive e Design di Parigi.

Ha prima lavorato come designer per lo studio di architettura Badani.

## Produzione artistica
Jean Yves Lechevallier, nella creazione delle sue opere, è stato influenzato dai pensieri dello scultore e poeta Jean Arp, soprattutto dal suo natura in scultura e scultura in natura.

Il suo lavoro è piuttosto diversificato in termini di materiali, composizione e stile: egli infatti crea bassorilievi, altorilievi, murales, mosaici, cariatidi e pezzi monumentali. I suoi materiali sono: legni esotici, pietra e marmo, metalli come rame, alluminio, bronzo o acciaio inox, poliestere e cemento, a volte rinforzato con fibra di inclusione. In effetti, i suoi lavori indussero un produttore di cemento a creare una speciale miscela chiamata cridofibre, che oggi è diventato un marchio registrato.

A partire dagli anni della ricostruzione post-seconda guerra mondiale, grazie alle politiche di sostegno e promozione delle arti in Francia, Il lavoro di Lechevallier è stato più volte commissionato da parte del governo municipale e dallo Stato francese. 

Queste opere sono oggi parte integrante del paesaggio architettonico di molte città in tutta la Francia, soprattutto in Normandia, Parigi e la Costa Azzurra. Essi possono essere visti nei giardini pubblici, piazze, scuole, caserme dei pompieri e della polizia, istituti di istruzione superiore, complessi residenziali, nonché in alcune aree naturali protette, come La Croix des Gardes foresta parco sopra la città di Cannes. 
Lechevallier è soprattutto specializzato opere monumentali all'aperto. Come dice Corinne Schuler nei Sentieri della Scultura :"By forcing art into confined spaces, you lose so much in terms of its beauty." T: "Forzando l'arte in spazi ristretti, si perde così tanto in termini di bellezza". Due esempi specifici di questo discorso sono Point d'orgue e Croix des Gardes :
- Point d'orgue si erge sulle rocce all'ingresso del tunnel, sulla strada principale che porta a Monaco. Le sue superfici in acciaio lucido convesse riflettono i colori cangianti dell'ambiente circostante, dall'alba dai colori morbidi al bagliore luminoso di mezzogiorno, ma riflette anche i fari delle auto e segnali stradali una volta che il sole comincia a calare.
- Croix des Gardes  è una struttura in acciaio scintillante posta in cima a una collina che si affaccia sul Mar Mediterraneo , essa rappresenta l'antica tradizione delle costruzioni d'alta quota che sovrastano l'orizzonte. A causa della sua altitudine, sulla sua vetta sono apposte delle spie che indicano la presenza dell'opera agli aerei che atterrano nel vicino aeroporto di Nizza.

Un'altra una delle specialità di Lechevallier sono fontane che dimostra come il movimento e il suono dell'acqua possano far cantare una scultura. Tra questi possono essere ricordati:
- Fontana Cristaux[9], a Parigi, un omaggio al musicista Béla Bartók, è una trascrizione scultorea della ricerca dell'armonia tonale fatta del compositore.
- Fontana Polypores a Parigi, presenti nel film musical di Alain Resnais, Parole, parole, parole....[10]

## Opere maggiori

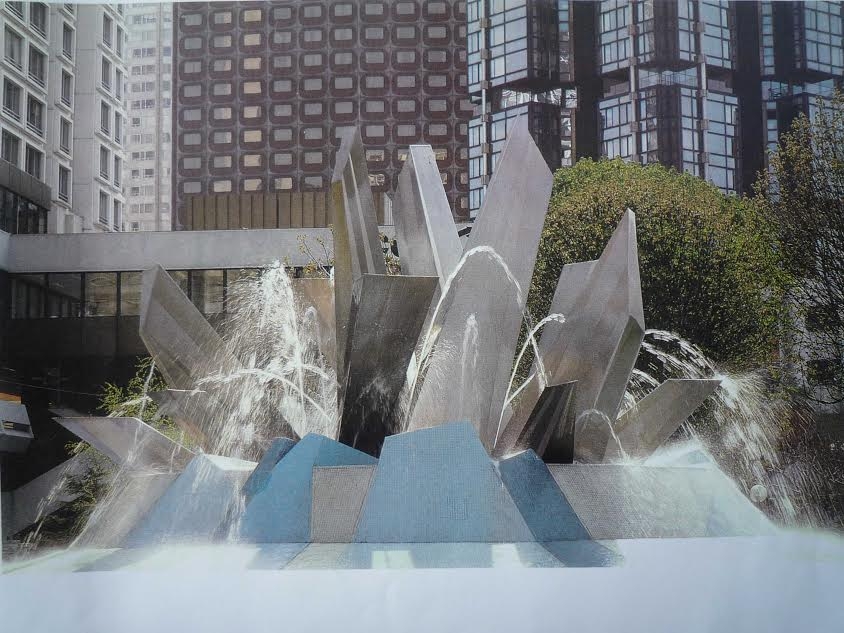
Fontana Cristaux. Jean Yves Lechevallier

- Voile (vela), Isola Lacroix, Rouen, 1966
- Fontana Fleurs d'eau (Fiori d'acqua) sulle rive della Senna, Rouen, 1975
- Fontana Cristaux , omaggio a Béla Bartók, nel parco Béla Bartók, Parigi, 1980
- Fontana Polypores, Fontana[11]  ispirato dai funghi Polyporus, Parigi, 1983
- Fontana Concretion[12], Théoule-sur-Mer, 1987
- Humakos V, Peymeinade, 1989
- La Croix des Gardes , Cannes dove sono occasionalmente svolte delle funzioni religiose.[13], 1990
- Aile entravée, (Ala incatenata)  progettato durante la Guerra del Golfo, Giardini del Museo di Belle Arti di Mentone[14], 1991
- Point d'orgue , Tunnel di Monaco, 1992
- Strutturazione F1 per la Ferrari[15] a Maranello Italia,  che incorpora la struttura della monoposto creata per Michael Schumacher,[16] 2002
- Fontana Spirale , Saint-Tropez,[17],  2007
- Fontana Fungia, Draguignan,[18] nel 2007
- Red Love ,[19],  2009

Altre opere commissionate appartengono ad aziende private e collezionisti in Germania, Francia, Principato di Monaco, e gli Stati Uniti.

## Grandi spettacoli, arte fiere e premi
Selezione:
- Museo di Arte Moderna, Fondazione Enzo Pagani[21], Castellanza (Va) Italie, 1973
- Museo Civico Mougins (Sculture, dipinti e pastelli), 1993
- Chapelle Saint-Jean-Baptiste de Saint-Jeannet. (Quadriga Gallery), 1995
- Percorsi di Scultura, Polo Club Saint Tropez, 2010
- Esposizione di nuove realtà,  Parigi, 1972
- Salon de Mai , Parigi, 1999
- Poeta laureato "Fiamma dell'Europa ", 1977
- Top premio in scultura, campo di Spazio Patrick Baudry , 1991
- Premio d'Onore dalla città di Grasse, per l'Europa Mostra, 1990
- Selezionato per il Fujisankei Utsukushi-Ga-Hara dal Museo di Hakone Open air in Giappone (Humakos V), 1993[22].